# Allium calyptratum
Allium calyptratum är en amaryllisväxtart som beskrevs av Pierre Edmond Boissier. Allium calyptratum ingår i släktet lökar, och familjen amaryllisväxter. Inga underarter finns listade i Catalogue of Life.